# Styrsö kustsjukhus

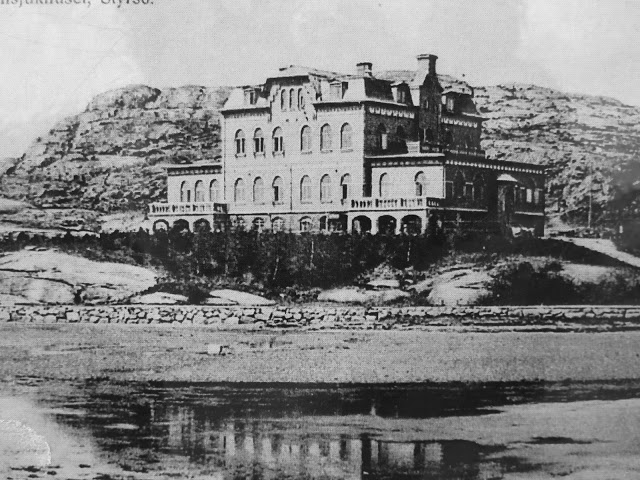
Styrsö kustsjukhus fotograferat i början av 1900-talet.

Styrsö kustsjukhus, initiallt kallat Havskuranstalt för skrofulösa barn och under senare delen Styrsö kustsanatorium, var en vårdinrättning på Styrsö i Göteborgs skärgård som drevs mellan 1890 och 1951.

## Historia

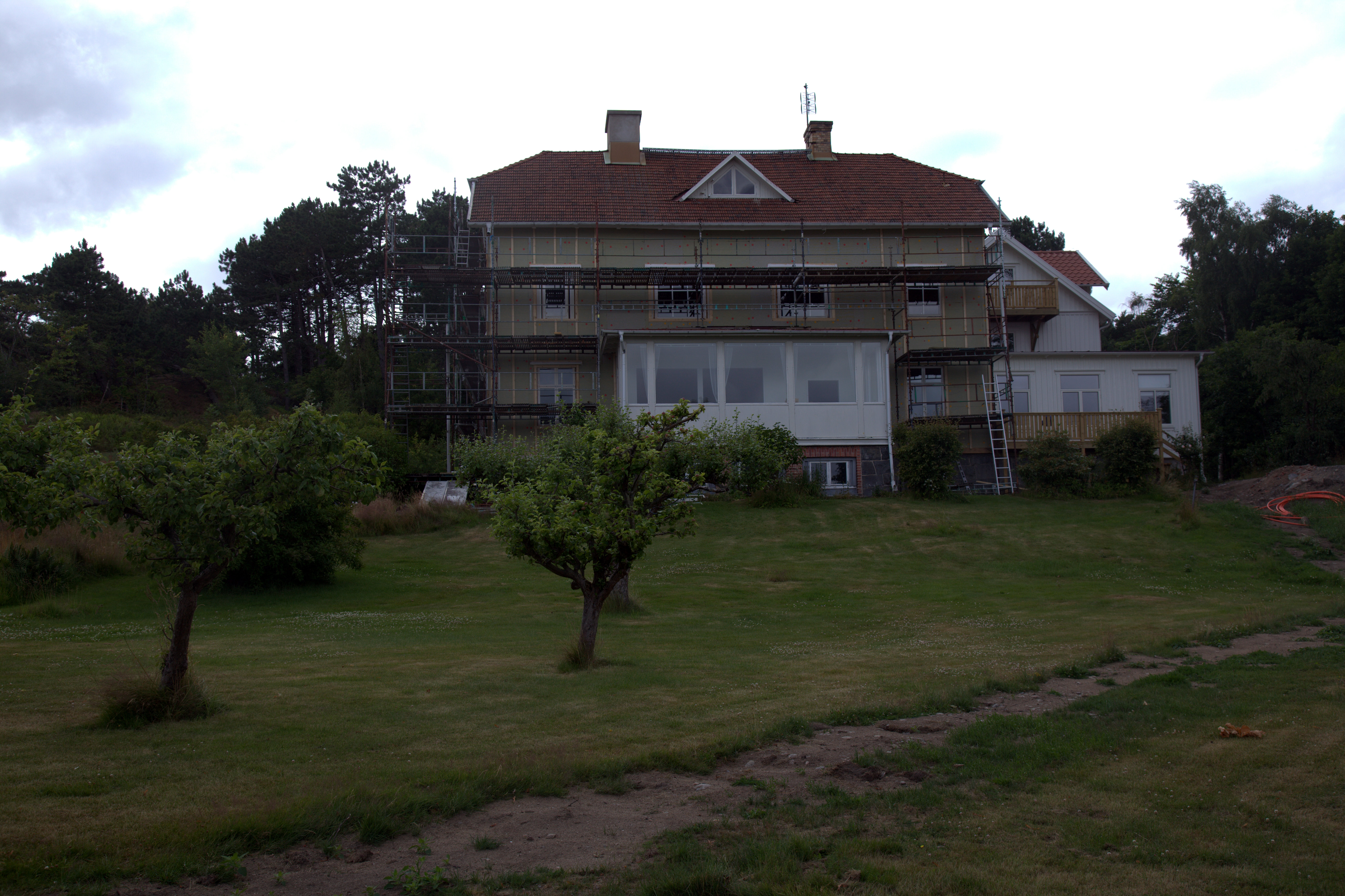
Villa Solvik år 2014.Denna bostad byggd 1909 köptes 1916 av Kustsjukhuset och inrättades med 33 permanenta vårdplatser.

Under senare delen av 1800-talet var Styrsö en eftertraktat badort. Vid den här tiden ansågs havsluft ha en gynnsam inverkan på hälsan. De finare folket badade främst vid Styrsö Bratten där hotell, varm- och kallbadhus fanns. 1882 besöktes Styrsö av barnläkaren Petter Silfverskiöld. På hans initiativ startades 1890 en havskuranstalt för skrofulösa barn, det vill säga en verksamhet som gav vård till barn med tuberkulos om sommaren. Verksamheten huserade från början i en fiskarstuga på Tången, men redan 1893 stod det första sjukhuset färdigt, ett sommarsjukhus i trä, vilket var i drift i 18 år. I juni 1908 invigdes kustsjukhuset, en ståtlig tegelbyggnad i fyra våningar. Strax söder om detta uppfördes 1936 en personalbyggnad som sedan 1999 är känt som Pensionat Styrsö Skäret. 1951 lades verksamheten vid kustsjukhuset ned och lokalerna överläts till vårdhemmet Stretered. Kustsjukhuset tillsammans med ett antal ekonomibyggnader revs 1981.